# Liste des maires de Landivisiau
Cet article dresse une liste par ordre de mandat des maires de Landivisiau.

## Liste des maires
| Période                                  | Période  | Identité                   | Étiquette  | Qualité                                                                                               |
| ---------------------------------------- | -------- | -------------------------- | ---------- | --- |
| Les données manquantes sont à compléter. |          |                            |            | |
| 1772                                     | 1778     | Guy Abgrall                |            | |
| 1790                                     | 1791     | Laurent Étienne Le Pilvain |            | |
| 1791                                     | 1791     | Guy Le Guen de Kerangal    |            | Élu le 11 novembre 1791. Député.                                                                      |
| 1791                                     |          | Jean-Claude Le Guen        |            | Élu le 27 novembre 1791                                                                               |
| 1793                                     |          | Jacques Jérôme Kermarec    |            | |
| 1805                                     | 1812     | Jean Marie Le Roux         |            | Propriétaire. Commerçant.                                                                             |
| 1812                                     | 1815     | Yves Marie Derien          |            | Propriétaire rentier                                                                                  |
| 1815                                     | 1815     | Jacques Le Roux            |            | Propriétaire. Frère de Jean Marie Le Roux, maire entre 1805 et 1812.                                  |
| 1815                                     | 1816     | Guillaume Cozanet          |            | Notaire                                                                                               |
| 1816                                     | 1817     | Paul Le Saint              |            | Marchand                                                                                              |
| 1818                                     | 1826     | Jacques Le Roux            |            | Déjà maire en 1815                                                                                    |
| 1826                                     | 1830     | Yves Marie Derien          |            | Déjà maire entre 1812 et 1815                                                                         |
| 1831                                     | 1836     | Gabriel Le Férec           |            | Notaire. Juge de paix.                                                                                |
| 1837                                     | 1840     | Sébastien Déniel           |            | Docteur en médecine et chirurgien.                                                                    |
| 1840                                     | 1842     | Jean-Marie Le Marchadour   |            | Propriétaire. Négociant.                                                                              |
| 1843                                     | 1848     | M. Polard                  |            | |
| 1848                                     | 1857     | François Le Saint          |            | Célibataire. Propriétaire. Fils de Paul Le Saint, maire en 1816-1817.                                 |
| 1857                                     | 1864     | Yves Pouliquen             |            | Propriétaire                                                                                          |
| 1864                                     | 1870     | François Le Saint          |            | Déjà maire entre 1847 et 1857                                                                         |
| 1870                                     | 1871     | Prosper Cozanet            |            | Notaire. Fils de Guillaume Cozanet, maire en 1815 et 1816                                             |
| 1871                                     | 1876     | Augustin Gourmelon         |            | Célibataire. Fabricant tanneur.                                                                       |
| 1876                                     | 1878     | Goulven Grall              |            | Fabricant tanneur                                                                                     |
| 1879                                     | 1884     | Hippolyte Le Maitre        |            | Négociant                                                                                             |
| 1884                                     | 1888     | François Quéinnec          | Catholique | Notaire. Sa liste est réélue en 1885 (après l'annulation des élections de 1884 par le Conseil d'État) |
| 1888                                     | 1908     | Louis Quéinnec             |            | Avoué. Fils de François Quéinnec, maire précédent.                                                    |
| 1908                                     | 1915     | Gabriel Pouliquen          |            | Notaire                                                                                               |
| 1915                                     | 1917     | Yves Pape                  |            | Fabricant tanneur.                                                                                    |
| 1917                                     | 1939     | Gabriel Pouliquen          |            | Notaire. Déjà maire entre 1908 et 1915.                                                               |
| 1939                                     | 1944     | Joseph Grall               | Le Sillon  | Père de Xavier Grall.                                                                                 |
| 1944                                     | 1965     | Joseph Pinvidic            | RPF        | |
| 1968                                     | 1983     | Yves Queguiner             | RPR        | Chef d'entreprise                                                                                     |
| 1983                                     | 2001     | Charles Miossec            | RPR        | Cadre commercial                                                                                      |
| 2001                                     | 2014     | Georges Tigréat            | UMP        | Assureur                                                                                              |
| 2014,                                    | en cours | Laurence Claisse           | DVD        | Salariée du secteur médical 1re adjointe au maire                                                     |